# Данилкин, Михаил Тихонович
Михаи́л Ти́хонович Дани́лкин (1914, Российская империя — ?) — советский журналист, корреспондент пермской газеты «Звезда», осуждённый в 1953 году за контрреволюционную агитацию и пропаганду.

## Биография
С декабря 1931 года секретарь коллектива ВЛКСМ механического завода Березников Пермской области. С мая 1932 года — заведующий культпросветотделом Березниковского райкома комсомола. Позже секретарь комитета комсомола Березниковского химкомбината. В 1935 году призван на действительную службу в Рабоче-крестьянскую Красную Армию.
В марте 1943 году — заместитель командира батальона по политчасти в 70-й курсантской морской бригаде, 7-й отдельной армии.
В июле 1944 году Данилкин был переведен на должность заместителя редактора газеты «За Родину» в 67-ю стрелковую дивизию Карельского фронта.
Уволен из армии в 1947 году, начал работать корреспондентом пермской областной газеты «Звезда» в Березниках.
В 1953 году осужден Пермским областным судом за контрреволюционную агитацию и пропаганду на 10 лет лагерей.
В постановлением Президиума Верховного Суда от 11 мая 1956 г. приговор отменен с связи с отсутствием состава преступления.
В восстановлении в партии Данилкину было отказано.

## Награды, поощрения
Орден Красной Звезды (1944), Медали «За победу над Германией в Великой Отечественной войне 1941—1945 гг.» (1945), «За оборону Советского Заполярья» (1944).